# Copa Sudamericana 2010
IX Copa Sudamericana 2010

## 1/32 finału
Defensor Sporting –  Club Olimpia 2:0 i 1:1
- 03.08 1:0 Rodrigo Mora 37, 2:0 Rodrigo Mora 70
- 31.08 1:0 Rodrigo Mora 50, 1:1 Juan Carlos Ferreyra 85

 Deportivo Quito –  CD Universidad San Martín de Porres 3:2 i 1:2
- 04.08 1:0 Isaac Mina 23, 1:1 Pablo Vitti 51, 2:1 Juan Fernández 61, 2:2 Germán Alemanno 73, 3:2 Luis Checa 88
- 10.08 1:0 Luis Checa 44, 1:1 Hérbert Arriola 77k, 1:2 Germán Alemanno 82

 Atlético Huila –  Trujillanos FC 4:1 i 1:1
- 04.08 1:0 Mario Carbonero 6, 1:1 Rubén García 18, 2:1 Rafael Castillo 32, 3:1 Gonzalo Martínez 38k, 4:1 Iván Velásquez 90+1
- 01.09 0:1 Rubén García 8, 1:1 Oscar Rueda 16

 CD Universidad César Vallejo –  Barcelona SC 1:2 i 1:3
- 12.08 1:0 Héctor Hurtado 19, 1:1 Jefferson Hurtado 21, 1:2 Ricardo Noir 63
- 24.08 0:1 Ricardo Noir 9, 1:1 Jorge Cazulo 31, 1:2 Matias Oyola 33, 1:3 Juan Samudio 58

 Universitario de Sucre –  CSD Colo-Colo 2:0 i 1:3
- 17.08 1:0 Roberto Galindo 57, 2:0 Sacha Lima 79
- 25.08 0:1 Javier Cámpora 37, 1:1 Roberto Galindo 44, 1:2 Javier Cámpora 52, 1:3 José Pedro Fuenzalida 67

 Deportivo Lara –  Independiente Santa Fe 2:0 i 0:4
- 17.08 1:0 Aquiles Ocanto 12, 2:0 Mauricio Chalar 45
- 26.08 0:1 Sergio Otálvaro 6, 0:2 Alejandro Bernal 51, 0:3 Félix Noguera 72, 0:4 Yulian Anchico 90+3

 Club Guaraní –  River Plate Montevideo 2:0 i 2:4
- 19.08 1:0 Jonathan Fabbro 66, 2:0 Rodrigo Teixeira 73
- 01.09 1:0 Rodrigo Teixeira 9, 1:1 Jonathan Ramírez 23, 2:1 Francisco Benítez 44, 2:2 Jorge Zambrana 65, 2:3 Fernando Correa 73, 2:4 Fernando Correa 85

 Club Universidad de Chile –  Oriente Petrolero 2:2 i 0:1
- 24.08 0:1 Miguel Hoyos 46, 0:2 Mauricio Saucedo 49, 1:2 Carlos Bueno 51, 2:2 Edson Puch 69 (mecz w Rancagua)
- 31.08 0:1 Danilo Peinado 10

## 1/16 finału
Grêmio Barueri –  Clube Atlético Mineiro 0:0 i 0:1
- 04.08 0:0
- 11.08 0:1 Ricardinho 90+2

 Goiás EC –  Grêmio Porto Alegre 1:1 i 2:0
- 05.08 0:1 Hugo 35, 1:1 Rafael Moura 77k
- 12.08 1:0 Amaral 8, 2:0 Everton Santos 88

 EC Vitória –  SE Palmeiras 2:0 i 0:3
- 11.08 1:0 Ramón 47, 2:0 Neto Coruja 88
- 19.08 0:1 Tadeu 47, 0:2 Tadeu 57, 0:3 Marcos Assunçao 88 (na Estádio do Pacaembu)

 Santos FC –  Avaí FC 1:3 i 1:0
- 12.08 0:1 Rudnei 17, 0:2 Vandinho 64, 1:2 Zé Eduardo 69, 1:3 Vandinho 76 (na Estádio do Pacaembu)
- 18.08 1:0 Zé Eduardo 23

 CA Independiente –  Argentinos Juniors 1:0 i 1:1
- 26.08 1:0 Leonel Galeano 9
- 09.09 1:0 Néstor Ortigoza 33k, 1:1 Leandro Gracián 65

 Barcelona SC –  CA Peñarol 0:1 i 1:2
- 31.08 0:1 José Perlaza 60s
- 14.09 0:1 Jhonathan Ramis 70, 1:1 Cristian Sánchez Prette 75, 1:2 Antonio Pacheco 90+3k

 CA Vélez Sarsfield –  CA Banfield 0:1 i 1:1
- 02.09 0:1 Cristian García 30
- 15.09 1:0 Marcelo Carrusca 14, 1:1 Jonathan Cristaldo 90

 Atlético Huila –  CD San José 1:1 i 0:4
- 07.09 0:1 Regis De Souza 27k, 1:1 Gonzalo Martínez 61k
- 22.09 0:1 Aquilino Villalba 6, 0:2 Regis De Souza 23, 0:3 Alejandro Bejarano 43, 0:4 Anibal Medina 67

 Club Guaraní –  Unión San Felipe 1:1 i 1:1, karne 7:8
- 07.09 1:0 Angel Ortiz 55, 1:1 Angel Vildozo 90+3k
- 23.09 1:0 Héctor Carballo 44, 1:1 Miguel Angel González 57 (mecz na stadionie klubu Unión Española)

 Universitario de Sucre –  Cerro Porteño 1:0 i 2:2
- 09.09 1:0 Roberto Galindo 83
- 21.09 1:0 Roberto Galindo 22, 1:1 Julio Dos Santos 53, 2:1 Damian Cirilo 66, 2:2 Jorge Núñez 72k

 Oriente Petrolero –  Deportes Tolima 1:0 i 0:2
- 14.09 1:0 Mauricio Saucedo 80
- 21.09 0:1 Wilder Medina 3, 0:2 Jorge Perlaza 27

 CD Universidad San Martín de Porres –  CS Emelec 2:1 i 0:5
- 15.09 0:1 Joao Rojas 4, 1:1 Pablo Vitti 46, 2:1 Ronald Quinteros 74
- 23.09 0:1 Jaime Ayovi 12, 0:2 David Quiroz 17, 0:3 Fernando Giménez 46, 0:4 Jaime Ayovi 62, 0:5 Enner Valencia 87

 CA Newell’s Old Boys –  Estudiantes La Plata 1:0 i 1:1
- 16.09 1:0 Mauro Formica 90+2k
- 22.09 0:1 Federico Fernández 11, 1:1 Ivan Borghello 42 (mecz rozegrany na stadionie klubu Quilmes AC)

 Defensor Sporting –  Sport Huancayo 9:0 i 0:2
- 16.09 1:0 Diego De Souza 1k, 2:0 Mario Risso 44, 3:0 Diego De Souza 46, 4:0 Miguel Amado 47, 5:0 Rodrigo Mora 57, 6:0 Adrián Luna 62k, 7:0 Rodrigo Mora 67k, 8:0 Eduardo Aranda 76, 9:0 Adrián Luna 79
- 22.09 0:1 Damián Suárez 45s, 0:2 Héctor Ramírez 66

 Independiente Santa Fe –  Caracas FC 2:1 i 0:0
- 16.09 0:1 Heatklif Castillo 37, 1:1 Luis Manuel Seijas 56, 2:1 Oscar Rodas 72
- 23.09 0:0

 LDU Quito – wolny los

## 1/8 finału
Defensor Sporting –  CA Independiente 1:0 i 2:4
- 28.09 1:0 Leandro Gracián 64s
- 19.10 1:0 Rodrigo Mora 11, 1:1 Andrés Silvera 14, 1:2 Hernán Fredes 18, 1:3 Nicolás Cabrera 27, 2:3 Diego Rodríguez 47, 2:4 Nicolás Martínez?

 CA Banfield –  Deportes Tolima 2:0 i 0:3
- 29.09 1:0 Victor López 14, 2:0 Emilio Zelaya 23
- 12.10 0:1 Wilder Medina 11, 0:2 Cristian Marrugo 40, 0:3 Rodrigo Marangoni 74

 CA Newell’s Old Boys –  CD San José 6:0 i 0:2
- 06.10 1:0 Rolando Schiavi 6, 2:0 Mauro Formica 26, 3:0 Rolando Schiavi 35, 4:0 Marcelo Estigarribia 60, 5:0 Mauro Formica 61, 6:0 Daniel Salvatierra 90+2
- 21.10 0:1 Luis Méndez 20, 0:2 Aquilino Villalba 81

 Unión San Felipe –  LDU Quito 4:2 i 1:6
- 12.10 1:0 David Distéfano 25, 2:0 Angel Vildozo 27, 2:1 Hernán Barcos 35k, 2:2 Carlos Luna 61, 3:2 Angel Vildozo 67, 4:2 Juan Toloza 85
- 19.10 0:1 Gonzalo Chila 20, 0:2 Hernán Barcos 23, 1:2 Angel Vildozo 38, 1:3 Jorge Guagua 51, 1:4 Carlos Luna 59, 1:5 Juan Miguel Salgueiro 66, 1:6 Hernán Barcos 73

 Goiás EC –  CA Peñarol 1:0 i 2:3
- 13.10 1:0 Rafael Moura 22
- 20.10 1:0 Rafael Moura 15, 1:1 Matías Corujo 37, 1:2 Marcelo Sosa 42, 2:2 Carlos Alberto 76, 2:3 Alejandro Martinuccio 84

 Clube Atlético Mineiro –  Independiente Santa Fe 2:0 i 0:1
- 13.10 1:0 Obina 29, 2:0 Obina 63
- 20.10 0:1 Félix Noguera 60

 CS Emelec –  Avaí FC 2:1 i 1:3
- 13.10 1:0 Eltinho 65s, 1:1 Marcelinho 71, 2:1 Joao Rojas 90+3
- 20.10 1:0 Joao Rojas 1, 1:1 Roberto 47, 1:2 Eltinho 50, 1:3 Emerson 53

 Universitario de Sucre –  SE Palmeiras 0:1 i 1:3
- 14.10 0:1 Marcos Assunçao 27
- 20.10 0:1 Kléber 11, 0:2 Luan 27, 1:2 Damian Cirilo 61, 1:3 Danilo 68

## 1/4 finału
Clube Atlético Mineiro –  SE Palmeiras 1:1 i 0:2
- 27.10 0:1 Kléber 55, 1:1 Obina 75k
- 10.11 0:1 Marcos Assunçao 27, 0:2 Luan 79

 Goiás EC –  Avaí FC 2:2 i 1:0
- 27.10 1:0 Rafael Moura 28, 1:1 Davi 52k, 1:2 Marcelinho 70, 2:2 Rafael Moura 90+3
- 11.11 1:0 Rafael Moura 45

 CA Newell’s Old Boys –  LDU Quito 0:0 i 0:1
- 02.11 0:0
- 10.11 0:1 Walter Calderón 80

 Deportes Tolima –  CA Independiente 2:2 i 0:0
- 03.11 0:1 Andrés Silvera 30k, 1:1 Wilder Medina 40, 2:1 Rodrigo Marangoni 73, 2:2 Julián Velázquez 77
- 11.11 0:0

## 1/2 finału
Goiás EC –  SE Palmeiras 0:1 i 2:1
- 17.11 0:1 Marcos Assunçao 48
- 24.11 0:1 Luan 34, 1:1 Carlos Alberto 45+2, 2:1 Ernando 82

 LDU Quito –  CA Independiente 3:2 i 1:2
- 18.11 1:0 Juan Manuel Salgueiro 44, 2:0 Miller Bolaños 49, 3:0 Néicer Reasco 57, 3:1 Andrés Silvera 58, 3:2 Lucas Mareque 64
- 25.11 0:1 Facundo Parra 26, 1:1 Juan Manuel Salgueiro 45, 1:2 Hernán Fredes 46

## Finał
Goiás EC –  CA Independiente 2:0 i 1:3, karne 3:5
1 grudnia 2010 Goiânia Estádio Serra Dourada (35 000)

 Goiás EC –  CA Independiente 2:0 (2:0)

Sędzia: Carlos Torres (Paragwaj)

Bramki: 1:0 Rafael Moura 14, 2:0 Otacilio Neto 21

Żółte kartki: Neto, Carlos Alberto / Javier Velázquez, Leonel Galeano

Czerwone kartki: – / Andrés Silvera 57

Goiás Esporte Clube: Harlei – Rafael Tolói, Ernando, Marcao – Douglas, Carlos Alberto, Amaral, Marcelo Costa (Felipe 87), Wellington Saci – Rafael Moura, Otacilio Neto (Ewerton Santos 69). Trener: Artur Netto.

CA Independiente: Hilario Navarro – Javier Velázquez, Eduardo Tuzzio, Leonel Galeano – Nicolás Cabrera (Carlos Matheu 80), Roberto Battión, Fernando Godoy (Patricio Rodríguez 46), Hernán Fredes (Maximiliano Velázquez 87), Lucas Mareque – Facundo Parra, Andrés Silvera. Trener: Antonio Mohamed.
8 grudnia 2010 Avellaneda Estadio Libertadores de América (38 000)

 CA Independiente –  Goiás EC 3:1 (3:1)

Sędzia: Óscar Ruiz (Kolumbia)

Bramki: 1:0 Julián Velázquez 19, 1:1 Rafael Moura 22, 2:1 Facundo Parra 27, 3:1 Facundo Parra 34

Karne: 1:0 Maximiliano Velázquez, 1:1 Rafael Tolói 2:1 Facundo Parra, 2:2 Ewerton Santos, 3:2 Leandro Gracián (3:2) Felipe, 4:2 Carlos Matheu, 4:3 Rafael Moura, 5:3 Eduardo Tuzzio

Żółte kartki: Eduardo Tuzzio, Carlos Matheu, Julián Velázquez, Hilario Navarro / Neto, Rafael Moura, Rafael Tolói

CA Independiente: Hilario Navarro – Eduardo Tuzzio, Carlos Matheu, Julián Velázquez, Lucas Mareque, Nicolás Cabrera, Roberto Battión, Hernan Fredes (Maximiliano Velázquez 107), Patricio Rodríguez (Leandro Gracian 70), Nico Martínez (Martín Gomez 64), Facundo Parra. Trener: Antonio Mohamed

Goiás Esporte Clube: Harlei – Douglas (Ewerton Santos 63), Ernando, Rafael Tolói, Marcão, Wellington Saci, Amaral, Carlos Alberto, Marcelo Costa, Rafael Moura, Otacílio Neto (Felipe Reinaldo da Silva 75). Trener: Arthur Neto